# David Salle
David Salle (Norman (Oklahoma), 28 september 1952) is een Amerikaans kunstschilder. Hij is een van de velen die, in de jaren 80 van de 20e eeuw, expressionistische karakteristieken deed herleven in de, eveneens 'in ere herstelde' (ambachtelijke) schilderkunst. Deze internationale tendens kreeg de naam neo-expressionisme.
Salle studeerde in 1975 af aan de California Institute of Art, Valencia (Californië).
In zijn werk combineert Salle voorstellingen en beelden die hij in elkaar verweven presenteert. De beelden zijn niet uit eigen creativiteit ontstaan, maar afkomstig uit diverse, niet-verwante bronnen. Door ze als het ware over elkaar heen te projecteren juxtaposeert hij andersoortige manieren van representatie en betekenissystemen. Hij citeert uit de persfotografie, filmstills, gebruikt bekende schilderijen, technische tekeningen, cartoons en pornografie. Abstracte elementen (zoals patronen) ontleend hij aan commercieel materiaal bestemd voor massaproductie.
De relatie tussen de gecombineerde voorstellingen is niet altijd duidelijk. De betekenisgeving lijkt geheel aan de beschouwer te worden overgelaten.
In 1987 riep het tijdschrift TIME Salle uit tot Most Overrated Young American Artist. David Salle woont en werkt in Sagaponack, New York.

## Internationale tentoonstellingen
- documenta (1982)
- Biënnale van Venetië (1982 en 1993)
- Whitney Biennial (1983, 1985, en 1991)
- Parijs Biennale (1985)
- Carnegie International (1985)